# 사우디아라비아의 통일
사우디아라비아의 통일은 1901년부터 1934년까지 벌어진 군사 및 정치적 작전으로, 사우드가에게 여러 부족, 셰이크국, 아라비아 반도의 토후국들이 정복된 사건을 말한다. 이 작전은  압둘 아지즈 이븐 사우드가 실행했으며, 그 결과 사우드 가문의 나라가 다시 생겨났다. 이 나라는 사우드 가문이 통치하던 첫 번째 나라와 두 번째 나라를 구분하기 위해 사우디 제3왕국이라고 부른다.
사우디 가문은 네지드 토후국이 멸망하고 라시드 가문의 자발 샴마르가 흥하면서 1893년 오스만령 이라크으로 쫓겨나 살았다. 1902년, 이븐 사우드는 사우드 왕조의 이전 수도인 리야드를 다시 손에 넣었다. 그는 네지드와 그 나머지 땅인 알하사, 자발 샴마르, 아시르, 헤자즈(무슬림의 신성한 도시인 메카와 메디나가 있는 곳)을 1913년부터 1926년까지 정복하러 나섰다. 그렇게 세워진 나라는 1927년까지 네지드-헤자즈 왕국이라 불렸고, 알하사와 카티프를 병합하면서 1932년 사우디아라비아 왕국이 되었다.

## 배경
무함마드 이븐 압둘 와하브와 무함마드 이븐 사우드의 디리야 협정 이후, 사우드 가문은 사우디 제1왕국을 세웠다. 이 나라는 이슬람 교리를 굳건히 수호하는 나라였다. 이 때 생겨난 사상은 나중에 와하비즘라고 불리게 되며, 중앙 아라비아의 네지드 지방에 있던 이 나라는 아라비아 반도의 대부분을 정복했고 1802년 무슬림의 신성한 도시인 메카를 손에 넣으면서 정점에 달했다.
메카의 상실은 1517년부터 그 신성한 도시를 다스리던 오스만 제국의 위상에 큰 타격을 주었다. 결국 오스만 제국은 사우드에 대한 조치를 취하게 되었다. 사우드 가문을 몰락시키는 일은 이집트의 강력한 무함마드 알리 파샤에게 맡겨졌다. 그는 헤자즈 지역에 군대를 보내 메카를 탈환했다. 그의 아들 이브라힘 파샤는 오스만 군대를 이끌고 네지드 지역의 중심으로 들어와 네지드 원정 동안 마을들을 점령했다. 디리야에 있는 사우드 왕국의 수도에 도달한 이브라힘은 1818년 겨울 디리야가 항복할 때까지 수개월 동안 포위했다. 그는 사우드 가문의 구성원들과 이븐 압둘 와합을 이집트 그리고 오스만 제국의 수도 콘스탄티노플에 보내고 나선, 체계적으로 디리야를 파괴했다. 사우디 가문의 마지막 이맘(지도자)인 압둘라 빈 사우드는 나중에 콘스탄티노플에서 처형되었다.
사우드 가문은 추방 이후 살아남아 사우디 제2왕국을 세웠다. 이 국가는 투르키 이븐 압둘라가 리야드(이븐 압둘라가 새 수도로 정한 곳)를 1824년 정복한 이후 1891년 물라이다 전투까지 지속되었다. 첫 번째 사우디 국가와 달리, 두 번째 사우디 국가는 영토 확장이나 종교적 열정에 신경을 덜 썼다. 하지만 이 나라는 불안정해서, 자발 샴마르의 라시드 가문은 이 약점을 이용할 수 있었다. 결국 사우디 가문의 수장 압둘 라만 이븐 파이살은 1893년 오스만령 이라크로 피난을 갔다.

## 역사

### 사우디의 리야드 정복
1901년, 압둘 라만의 아들 (훗날 이븐 사우드로 불리는) 압둘 아지즈는 리야드를 공격할 수 있도록 쿠웨이트의 에미르에게 사람과 보급품을 요청했다. 이미 라시드 가문과 여러 번 전쟁을 한 에미르는 요청대로 이븐 사우드에게 말과 무기를 주었다. 그 후 늘어나기도, 줄어나기도 했지만, 이븐 사우드의 병력은 약 40여명 정도로 예측되고 있다..
1902년 1월, 이븐 사우드와 그의 부하들은 리야드에 도착했다. 적은 병력으로 도시를 탈환하려면 알-마스막 성을 점령하고 도시의 수장 이븐 아즐란을 죽일 수밖에 없었다. 이븐 사우드의 군대는 성을 점령하고 계획대로 이븐 아즈란을 죽인 뒤, 하룻밤에 도시를 점령했다. 조상 대대로 내려오던 고향을 점령하면서, 이븐 사우드는 지도력, 용기, 운 같은 셰이크나 에미르가 될 자질이 있다는 걸 증명했다. 그리고 이븐 사우드는 그 후 반도의 대부분을 다시 점령하고 지금의 사우디 아라비아를 세우게 된다.

### 사우디-라시디 전쟁
사우디-라시드 전쟁은 1903년에서 1907년까지 일어난 전쟁으로 제1차 사우디-라시드 전쟁이나 카심 전투라고도 불린 이 전쟁은 신생국인 리야드 토후국의 사우디군과 라시드 치하의 하일 토후국이 서로 교전한 전쟁이다. 전쟁기간 동안 전투는 간헐적으로 이루어졌으며, 결국 사우디가 1906년 4월 13일 카심에서 결정적인 승리를 거두면서 알-카심 지역을 정복하며 끝났다. 그러나, 1907년까지 교전이 더 일어났다.

### 알하사 및 카티프
1913년, 지금의 사우디아라비아를 세운 이븐 사우드는 그의 리야드 토후국에 알하사와 카티프를 병합했다.

### 쿠웨이트-네지드 전쟁
쿠웨이트-네지드 전쟁은 이븐 사우드가 쿠웨이트를 병합하기 위해 일으켰다. 이븐 사우드는 쿠웨이트의 땅의 마땅한 주인이라고 주장했다쿠웨이트와 네지드 사이의 첨예한 갈등은 결국 수백명의 쿠웨이트 사람들을 죽게 했다. 전쟁 때문에 1919년에서 1920년까지 간헐적으로 국경에서 충돌이 일어났다.
쿠웨이트-네지드 전쟁 이후, 이븐 사우드는 1923년에서 1937년까지 쿠웨이트의 국경을 봉쇄하려고 했다 이런 군사적, 경제적 공격은 쿠웨이트의 땅을 최대한 빨리 병합하기 위해서였다. 1922년 우까이르 조약에서 쿠웨이트와 네지드의 결정되었는데, 이 조약에서 쿠웨이트를 대표하는 사람은 없었고, 이븐 사우드는 퍼시 콕스 경을 설득해서 쿠웨이트 영토의 2/3을 달라고 했다. 결국 쿠웨이트 영토의 절반이 사라지고 말았지만. 우까이르 조약 이후에도 쿠웨이트는 여전히 사우드의 경제적 봉쇄와 주기적으로 공격해오는 사우디 군을 견뎌야했다.

### 1차 대전 기간
2월 영국 정부는 윌리엄 셰익스피어를 보내 이븐 사우드와 친밀한 관계가 되도록 공을 들였고, 그 결과 다린 조약을 맺을 수 있었다. 셰익스피어가 자르랍 전투에서 사망한 뒤, 영국은 이븐 사우드의 경쟁자이자 헤자즈의 지도자인 샤리프 후세인 빈 알리를 지원하기 시작했다. 키치너 경은 메카의 샤리프인 후세인 빈 알리에게 이 갈등에 도움을 주라고 요청했고, 후세인은 그 대가로 정치적 인정을 바랐다. 헨리 맥마흔과 편지가 오가면서, 후세인과 그의 하수인들은 도움의 대가로 쿠웨이트, 아덴, 시리아 해변에 있는 대영 제국의 소유물과 권식을 제외한 이집트와 페르시아 사이에 있는 땅을 다 얻게 되었다. 영국은 다린 조약을 시작하면서, 사우드 가문의 땅을 영국 보호령으로 만들었다. 이븐 사우드는 오스만의 동맹인 이븐 라시드와 다시 전쟁을 벌이길 요청했고, 이븐 라시드와 전쟁을 벌이는 대가로 수당을 받았다.

### 제1차 네지드-헤자즈 전쟁
제1차 사우디-하심 전쟁, 또는 알-쿠르마 분쟁은 1918년에서 1919년까지 네지드 토후국의 압둘아지즈 이븐 사우드와 헤자즈 왕국의 하심가 사이에서 벌어졌다. 이 전쟁은 헤자즈의 하심가와 리야드(네지드)의 사우디 가문이 아라비아의 주도권을 두고 일어난 전쟁이다. 전쟁 결과, 하심가의 군대는 패배했고, 알-쿠르마는 사우디와 그의 동맹군인 이크완에게 점령되었지만, 영국이 개입하는 바람에 하심 왕국은 바로 멸망하지 않고, 1924년까지 민감한 휴전이 이어졌다.

### 하일 정복
하일 정복은 또한 제2차 사우디-라시디 전쟁으로 불리기도 하며, 영국의 군사적 지원과 동맹군인 이크완 부족과 함께 사우디 세력과 라시드 가문의 지도자가 통치 중인 하일 토후국 (자발 샤마르)을 상대로 교전한 전쟁으로 마지막 라시드 가문의 지도자는 자발 샴마르를 사우디 세력에 넘겨주었다. 그 결과 자발 샴마르는 사우디 세력에 완전히 정복되었고, 곧 네지드 술탄국에 통합되었다.

### 이크완의 침공

#### 트란스요르단 침공
이크완의 트랜스요르단 침공은 네지드의 자기 멋대로였던 아라비아 부족인 이크완이 1922년에서 1924년까지 트란스요르단에서 벌인 연속적인 약탈 행위를 말한다. 이 약탈 행위는 네지드의 지도자인 이븐 사우드가 계획한 건 아니지만, 그는 동맹군인 이크완 약탈자들을 막으려 하지 않았다. 허나, 헤자즈 정복 이후, 이븐 사우드는 더더욱 이크완의 약탈 행위에 대해 비판적이고 부정적인 인식을 갖게 되었고, 이는 결국 공개적인 불화로, 그리고 마침내 1927년에는 유혈충돌로 변하고 만다.
1920년대 초, 트란스요르단의 에미르 압둘라의 지위는 그의 남쪽 영토에 네지드에서 온 이크완 부족이 와하비 침공을 벌이자 심각하게 위협받았다.압둘라는 혼자선 이 약탈을 막을 수 없었기에, 영국은 암만 근처에 있는 마르카에 약간의 공군과 군사기지를 두게 되었다.

#### 1921년 이라크 침공
1921년, 이크완들이 이라크 남쪽을 침공해 시아 마을을 약탈하여 이라크의 시아파 신도 700명이 죽었다.

### 제2차 사우디-헤자즈 전쟁
사우디의 헤자즈 정복은 사우디의 술탄 압둘아지즈 이븐 사우드가 하심 가문의 헤자즈를 차지하기 위해 1924년에서 1925년까지 벌인 전쟁으로 이 작전은 1925년 12월 제다를 함락시키면서 성공적으로 끝났으며, 그 다음 해인 1926년에는 정복된 왕국의 영토가 사우디 가문이 다스리는 네지드-헤자즈 왕국에 흡수되었다.

### 이크완의 반란
사우디의 팽창이 1920년대 들어서 늦춰지자, 이크완 부족 중 일부는 확장을 계속하려 했다. 특히 이크완이 1922년과 1924년 침략했던 트란스요르단처럼 영국이 직접 다스리는 땅이 그 대상이 되었다. 이크완의 지도자 무타이르 부족의 파이살 알 두와이쉬와 오타이바 부족의 술탄 빈 바자드는 압둘 아지즈가 물러터졌다고 비난했다. 특히 알 다위시는 종종 빈 바자드에게 사우디 가문이 손잡이 없는 낙타 가방처럼 쓸모없다고 말하곤 했다. 결국 반란이 터졌고, 사빌라 전투에서 그 절정에 다다랐다. 몇몇 사람들은 그걸 학살이라고 하지만, 사우디 옹호측은 이를 공정한 싸움이라고 생각한다. 1929년 내내 자발 샤마르와 아와짐 부족 근처에서 전투가 더 일어났다. 반란은 1930년 잔당이 항복하면서 진압되었다. 생존자들은 감옥에 갇혔지만, 그들의 후예는 사우디 통치에 여전히 반대했다. 그 후예 중 하나인 주하이만 알-오타비는 1979년 대 모스크를 점령하는 파렴치한 행위를 저질렀다.

### 사우디아라비아 왕국의 선포
1932년 9월 23일 사우디아라비아 왕국이 선포되었다. 이븐 사우드의 첫째 아들 사우드는 1933년 왕태자가 되었다.

## 여파

### 아시르의 병합

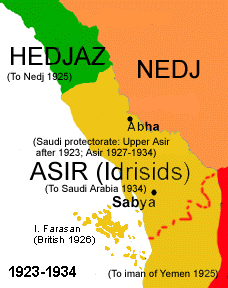
아시르, 헤자즈, 그리고 네지드

지금 사우디 아라비아의 남부 지방인 아시르 지방은 1차 세계 대전이 터진 1871년까지 오스만이 지배하고 있었다. 당시 에미르였던 하산 이븐 알리 알 아이드는 사실상 독립된 상태였고, 아브하에서 지배하려고 했다. 허나, 그의 군대와 사우디 세력의 보호 아래 잠시 지속되었던 이드리드 토후국을 세웠던 무함마드 이븐 알리 알-이드리시의 군대의 충돌이 일어났다. 토후국은 1930년 에미르가 죽는 때 사우디가 직접 통치하기로 한 조약에 따라 사우디에게 흡수되었고, 토후국은 결국 1934년 사우디 아라비아 왕국에 통합되었다.

### 사우디-예멘 전쟁
오스만 제국이 해체되면서 예멘 주에서 이맘 무함마드 빈 야히야 하미드 앗딘과 그의 후예에 의해 자이디 국가가 세워졌다 예멘인들은 아시르의 일부를 차지하고 1933년 사우디 세력과 치고박기 시작했다. 역사가 한스 콘이 아메리카 외국 사태 저널에 언급한 바에 따르면, 몇몇 유럽 관찰자들은 이 무장 충돌을 아라비아에서의 영국과 이탈리아 정책의 충돌이길 바랐다고 한다. 영국은 사우디 아라비아 편을, 이탈리아는 예멘 편을 들었지만, 그는 두 지도자의 경쟁은 영국과 이탈리아의 경쟁 때문에 생긴 것도 아니고, 경쟁으로 더욱 커진 것도 아니라고 했다. 허나 1998년 알렉세이 바실리예브가 쓰길, 예멘의 영향력을 키우길 바랐던 이탈리아와 이맘 야하의 관심을 아덴 보호령에서 끌어내길 바랐던 영국 둘 다 이맘을 부추겼다고 한다. 사우디는 반격을 했고, 예멘의 항구인 알 호데이다에 다다라 무슬림 우애와 아랍 형제의 조약을 타이프에서 멪었다. 이 조약은 메카, 사나, 다마스쿠스, 카이로에 동시에 발표되어 범아랍주의를 다시 한 번 강조했다.
두 국가가 하나이며, 서로의 이득을 고려한다는 조약에 대해 콘이 쓰길, 두 왕국의 외교 정책은 동등하게 처리되며, 서로 조화를 이루어 두 나라가 외교 문제에 대해선 한 나라처럼 행동한다고 했는데, 이는 예멘이 더 강력하고 활동적인 이븐 사우드의 보호령이 된 것이라고 했다. 두 나라 사이의 관계는 예멘에서 1960년대 보수적인 가치와 이집트 혁명가 가말 압델 나세르의 가치가 충돌하면서 내전이 일어나기 전까지만 해도 밀접하게 남아있었다.

## 이크완의 활동
이크완 (형제들, 형제단)이 정확히 어떤 상황에 있었는지는 여전히 불명확하다. 허나, 그들이 헤지라 사태에서 와하비즘에 단단히 물든 베두인족으로 이루어졌다는 건 알려져있다. 그들은 사우디가 권력을 얻는데 중요한 역할을 맡았다는 건 확실하지만, 그 정도가 얼마나 대단한지는 논란이 있다.

## 참고사항
[a].^  사우디아라비아의 통일 (종합 사상자 추산
7,989명 ~ 8,989+명)

리야드 전투 (1902년) – 37명 사망.
딜람 전투 (1903년) – 410명 사망.
사우디-라시드 전쟁 (1903년 ~ 1907년) – 2,300+명 사망.
카티프 그리고 알하사 합병 (1913) - 알려지지 않음.
자르랍 전투 (1915년)
칸잔 전투 (1915년)
제1차 네지드-헤자즈 전쟁 (1918년 ~ 1919년) – 1,392명 사망.
1921년 이크완의 이라크 침공 - 700명 사망
쿠웨이트-사우디 국경 분쟁 (1921) – 200+명 사망.
하일 정복 (1921) - 알려지지 않음
이크완의 트란스요르단 침공 (1922년 ~ 1924년) – 500명 ~ 1,500명 사망.
사우디의 헤자즈 정복 (1924년 ~ 1925년) – 450+명 사망.
이크완의 반란 (1927년 ~ 1930년) – 2,000명 사망.

## 같이 보기
- 사우디아라비아의 지리
- 사우디아라비아-아랍에미리트 국경 분쟁
- 사우디아라비아-쿠웨이트 중립지대
- 사우디아라비아-이라크 중립지대
- 사이크스 피코 협정

## 참고 문헌
- Almana, Mohammed (1982). 《Arabia Unified: A Portrait of Ibn Saud》. London: Hutchinson Benham. ISBN 0-09-147290-3.
- Commins, David (2006). 《The Wahhabi Mission and Saudi Arabia》. London, New York: I.B. Tauris. ISBN 978-1-84511-080-2.
- Helms, Christine Moss (1981). 《The Cohesion of Saudi Arabia》. Baltimore: The Johns Hopkins University Press.
- Kohn, Hans (October 1934). “The Unification of Arabia”. 《Foreign Affairs》 13 (1): 91–103.
- Lacey, Robert (2009). 《Inside the Kingdom: Kings, Clerics, Modernists, Terrorists, and the Struggle for Saudi Arabia》. New York: Viking. ISBN 978-0-670-02118-5.
- Lacey, Robert (1982). 《The Kingdom》. New York: Harcourt Brace Jovanovich. ISBN 0-15-147260-2.
- Al-Rasheed, Madawi (2010). 《A History of Saudi Arabia》 2판. New York: Cambridge University Press. ISBN 0-521-74754-6.
- Troeller, Gary (1976). 《The Birth of Saudi Arabia: Britain and the Rise of the House of Sa'ud》. London: Routledge. ISBN 0-7146-3062-4.
- Vassiliev, Alexei (1998). 《The History of Saudi Arabia》. London: Saqi. ISBN 0-86356-935-8.